# Bât
Pour les articles homonymes, voir Bat.

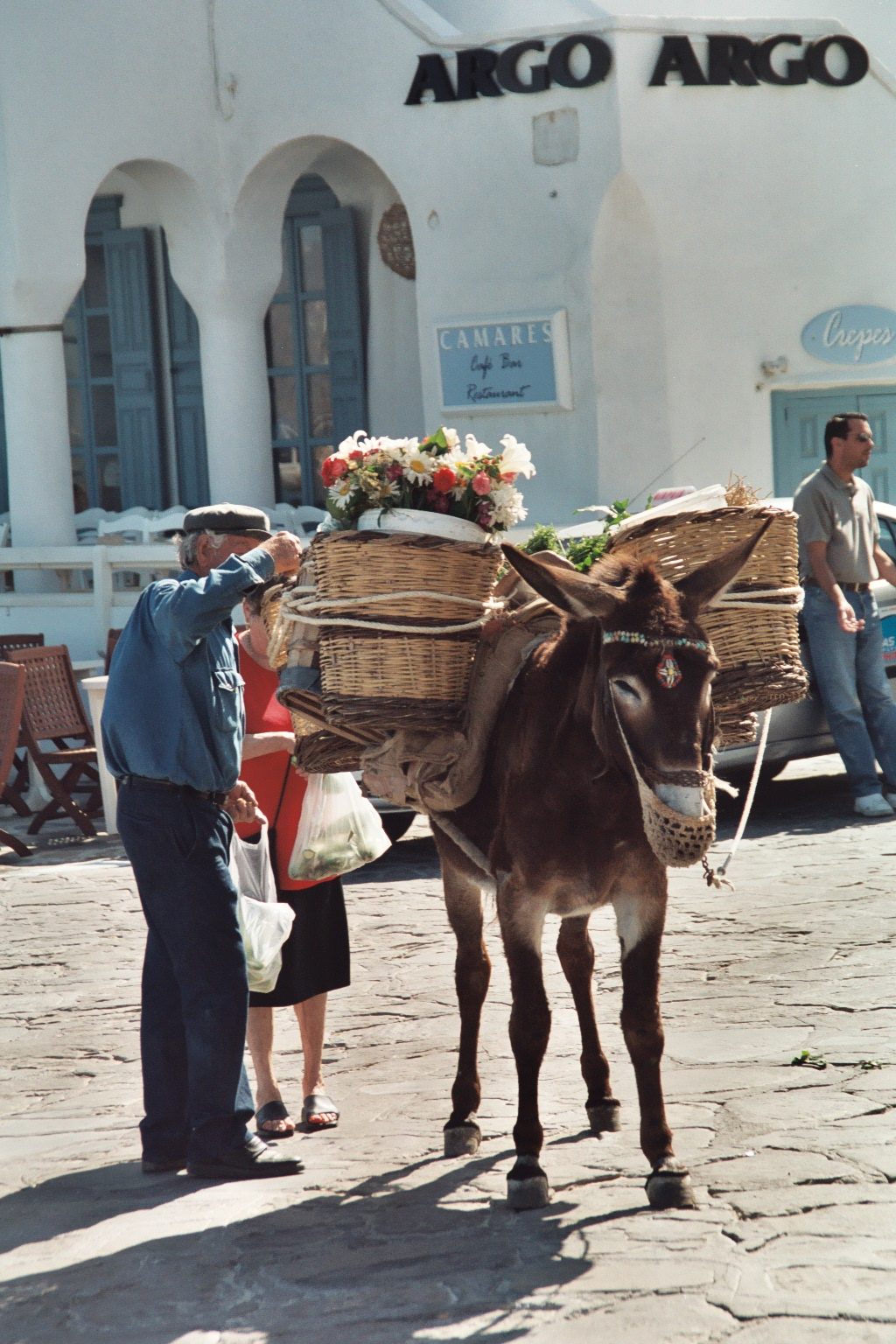
Un âne bâté pour le transport et le commerce des fleurs à Myconos.

Un bât est un dispositif permettant le port de lourdes charges par des mammifères quadrupèdes tels que l'âne, le cheval, le chameau ou le buffle, utilisés comme bêtes de somme.

## Types

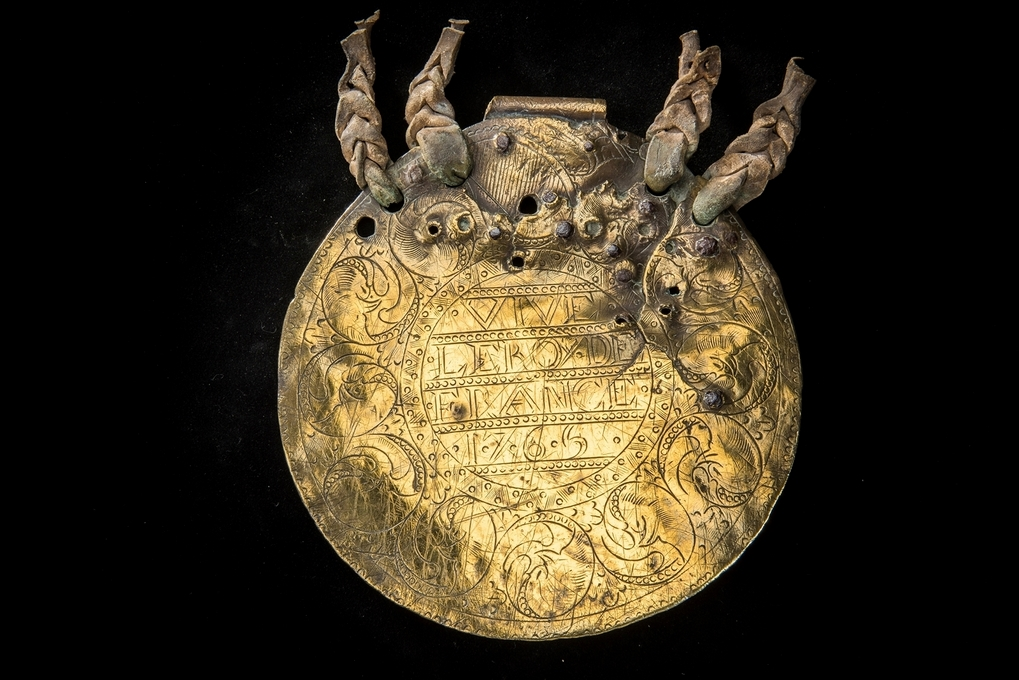
Plaque muletière qui décorait le bât des mulets du Velay : « Vive le Roy de France », 1765, conservée au musée Crozatier au Puy-en-Velay.

Traditionnellement fabriqué en bois, il est monté sur deux arçons dont la forme épouse le dos de l'animal qui est protégé par deux coussins de paille entourés de toile. Le bât est fixé grâce à une sangle de cuir ajustable serrée sous son ventre. Deux autres sangles passant sous la queue et le cou servent à éviter le glissement du bât et de la charge vers l'avant ou l'arrière. La dimension du bât doit s'adapter de façon précise au dos de l'animal et en fait chaque animal a son bât particulier, souvent non interchangeable, pour ne pas créer de plaie. De même, l'angle d'ouverture, la précision du sanglage, le dispositif de matelassage sont destinés à éviter les blessures par frottement.
La stabilité d’un bât est apportée par les arceaux qui descendent sur les flancs de l’animal, empêchant ainsi le chavirage.
Des accessoires spécifiques pouvaient être utilisés, tels des arceaux en fer pour le transport du bois de chauffage, de sacs ou paniers. Ces arceaux étaient insérés dans un trou creusé au bas de chaque montant. Des arceaux analogues repliables pouvaient être fixés à demeure de chaque côté du bât. Il existait aussi des paniers pour charges spécifiques, des outres adaptées ou encore des cacolets pour le transport des personnes. Une corde de 8 à 10 mètres était enroulée en réserve autour des X d'arçon (armature de la selle, formée de deux arcades, le pommeau et le troussequin, reliées entre elles) de façon à bloquer la charge si nécessaire. Des tordoirs, également en bois, contribuaient au blocage maximum de la corde et donc à la stabilité de la charge. 
Suivant sa taille, un âne bâté peut transporter de 50 à 90 kg (bât compris) de charge en terrain raboteux mais pas pentu. Un mulet, de 90 à 160 kg (bât compris), le cheval un peu moins. Ces chiffres sont à réduire suivant l'âge de l'animal, la durée du trajet, la pente éventuelle. 
Il est indispensable que l'animal ait été dressé préalablement par un entrainement spécifique, Ce dressage peut durer des mois dans le cas du mulet.
Il existe de nombreux types de bâts plus ou moins résistants. Un bât qui permet le transport d'une personne assise à la manière d'une selle est appelé un bât-selle. Un système de cordes, courroies et tortoirs permet d'assujettir et équilibrer la charge sans qu'elle bouge sur l'animal. Le poids d'un bât traditionnel varie de 12 à 20 kg. Les mulets utilisés pour le transport de petites pièces d'artillerie, munitions, blessés, etc. étaient bâtés de dispositifs plus complexes. De même il était possible de bâter un mulet pour le transport de planches longues d'environ 2,50 m, correspondant en Corse à dix palmi.
Les bâts modernes pèsent moins car ils sont réalisés en matériaux de synthèse. En outre, les arçons sont plus courts.
On trouve désormais chez un fabricant français des bâts montés sur des patins mobiles sur plots caoutchouc qui s’adaptent en permanence, à chaque pas, à la forme du dos de l’animal, ceci afin d’éviter les blessures.

## Animaux de bât
Si traditionnellement le port du bât est surtout associé à l'âne, ce matériel peut être porté par de nombreux grands animaux quadrupèdes domestiques tels que les mulets, chevaux, buffles... généralement en terrain accidenté et montagneux. Certaines races de chevaux ont été sélectionnées pour le port du bât à un moment de leur histoire, c'est le cas en particulier du Haflinger, du Breton, du Franches-Montagnes ou encore du Karakatchan.

## Expressions
- « C'est là que le bât blesse » : c'est là que se trouve le problème.
- « Âne bâté » : individu stupide ou ignorant.
- « Si de beaucoup travailler on devenait riche, les ânes auraient le bât doré » : ce n'est pas parce qu'on travaille beaucoup qu'on devient riche.